# Acanthomenexenus polyacanthus
Espèce
Synonymes
- Menexenus polyacanthus Dohrn, 1910 - protonyme

Acanthomenexenus polyacanthus est une espèce d'insectes de l'ordre des phasmes originaire de l'île indonésien de Sangir.

## Description
Acanthomenexenus polyacanthus est dépourvue d'ailes chez les deux sexes. Les femelles atteignent une longueur de 55 à 60 mm et les mâles de 40 à 45 mm.

## Publication originale
- (de) H. Dohrn, « Beitrag zur Kenntnis der Phasmiden », Entomologische Zeitung, Szczecin, vol. 71,‎ 1910, p. 397-414 (OCLC 8441524, lire en ligne).